# Chloé Paquet
Chloé Paquet (født 1. juli 1994 i Versailles, Frankrig) er en professionel tennisspiller fra Frankrig.